# Közép-Szibéria

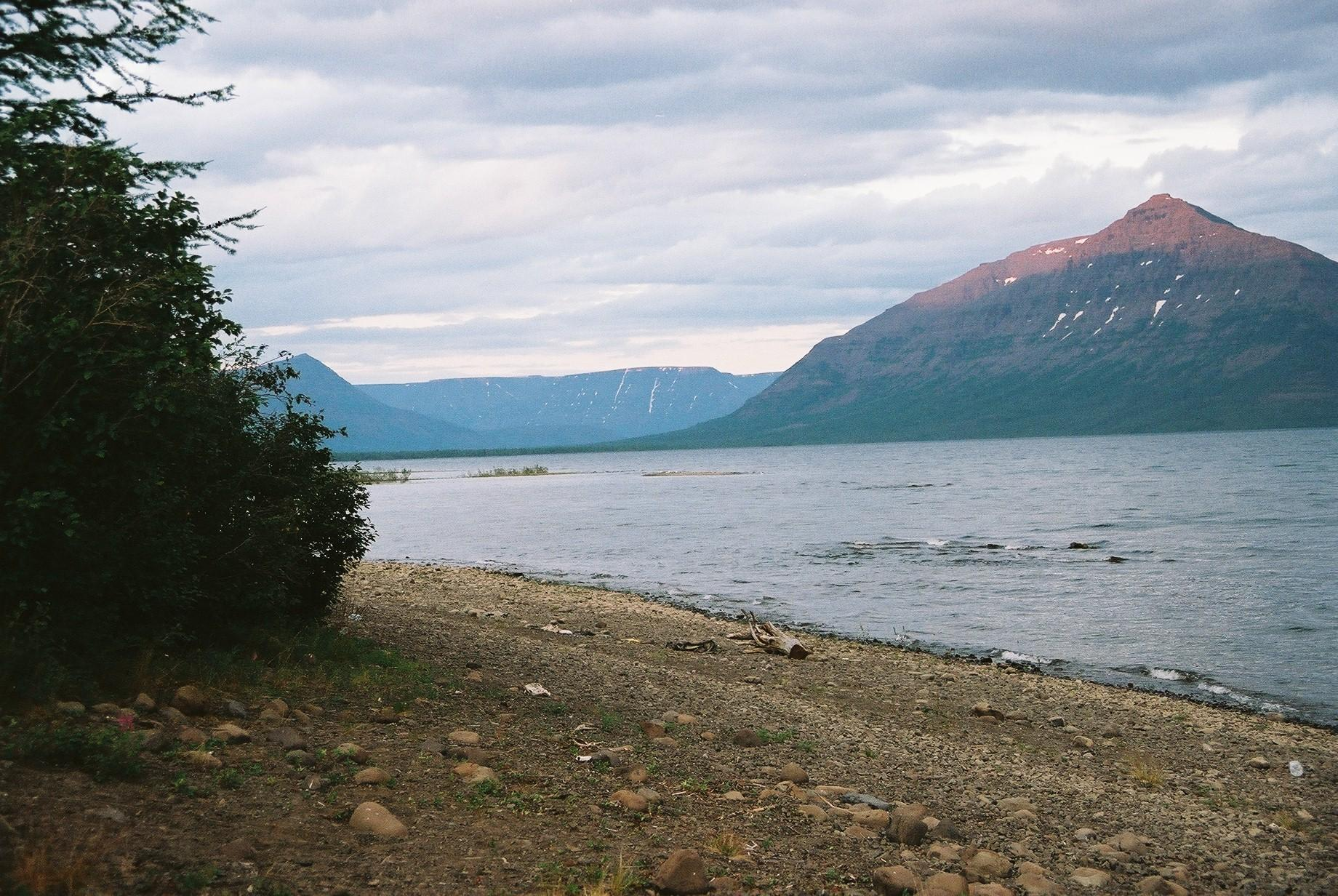
A Lama-tó a Putorana-fennsíkon

Közép-Szibéria (oroszul: Средняя Сибирь) óriástáj Oroszország ázsiai részén, nagyjából a Jenyiszej és a Léna között. Ahogy elnevezése utal rá, Szibéria közepén fekszik; több természetföldrajzi tényező alapján is átmenetnek tekinthető két „szomszédja”, az alacsony, lapos, mocsaras Nyugat-Szibéria és a magasabbra nyúló hegyláncokkal, a legzordabb éghajlattal jellemezhető Északkelet-Szibéria (vagy Kelet-Szibéria) között.
Bár gyakran Közép-Szibériát is Kelet-Szibéria részének tekintik, természetföldrajzi szempontból a hatalmas terület önálló, viszonylag egységes óriástájat képez, határai világosan kirajzolódnak.
Legnagyobb, központi és északi részei közigazgatási szempontból a Krasznojarszki határterülethez tartoznak, nyugati része Jakutföldhöz, déli része az Irkutszki területhez tartozik.

## Elhelyezkedése
Közép-Szibéria területe kb. 4 millió km². Nyugaton a Jenyiszej völgye választja el a Nyugat-szibériai-alföldtől; keleten a Léna és mellékfolyója, az Aldan jelenti a határt, melyeken túl már Kelet-Szibéria magas hegyláncai magasodnak. Délen Szibéria déli hegyvidékeinek egyes tájai: a Keleti-Szaján és a Bajkálmellék hegységei keretezik; északon a Jeges-tenger két peremtengere: a Kara- és a Laptyev-tenger határolja.
Kiterjedése észak–déli irányban nagyjából ugyanannyi, mint nyugat–keleti irányban. Kivétel ez alól az Aldan–Amga folyók délkeleten hosszan elnyúló völgye.

## Domborzata, tájai
Magas hegységei nincsenek. Területének körülbelül kétharmadát a Közép-szibériai-fennsík (vagy felvidék) foglalja el, mely maga is több, folyóvölgyekkel szabdalt, egymástól széles medencékkel elválasztott fennsíkból áll. A hegytetők laposak és csak néhol emelkednek 1000 m-nél magasabbra. Közép-Szibéria legmagasabb pontja is csupán 1701 m (a Putorana-fennsíkon). Nagyobb tájai:
- Anabar-fennsík (Анабарское плато)
- Angara-felföld (Приангарское плато)
- Angara-hegyvonulat (Ангарский кряж)
- Jenyiszej-hegyvonulat (Енисейский кряж)
- Léna–Angara-fennsík (Лено-Ангарское плато)
- Léna-felföld (Приленское плато)
- Putorana-fennsík (плато Путорана)
- Sziverma-felföld (плато Сыверма)
- Tunguz-felföld (Тунгусское плато)
- Viljuj-felföld (Вилюйское плато)

A Közép-szibériai-fennsíkot északon és keleten két nagy kiterjedésű alföld váltja fel.
- Az Észak-szibériai-alföld a Jenyiszej torkolatvidékétől kelet felé az Olenyok völgyéig húzódik, északon pedig a Birranga-hegység zárja le.
- Keleten a Közép-jakut-alföld a Viljuj alsó folyásának medencéjére (ennek korábbi elnevezése Viljuj-alföld) és a Léna völgyére terjed ki, de átnyúlik a Lénán az Aldan alsó folyására is.

A Közép-szibériai-fennsíktól jól elkülönül a Tajmir-félsziget. Déli felét az Észak-szibériai-alföld foglalja magában, északi felén az erősen lekopott Birranga-hegyvidék magasodik (1148 m).

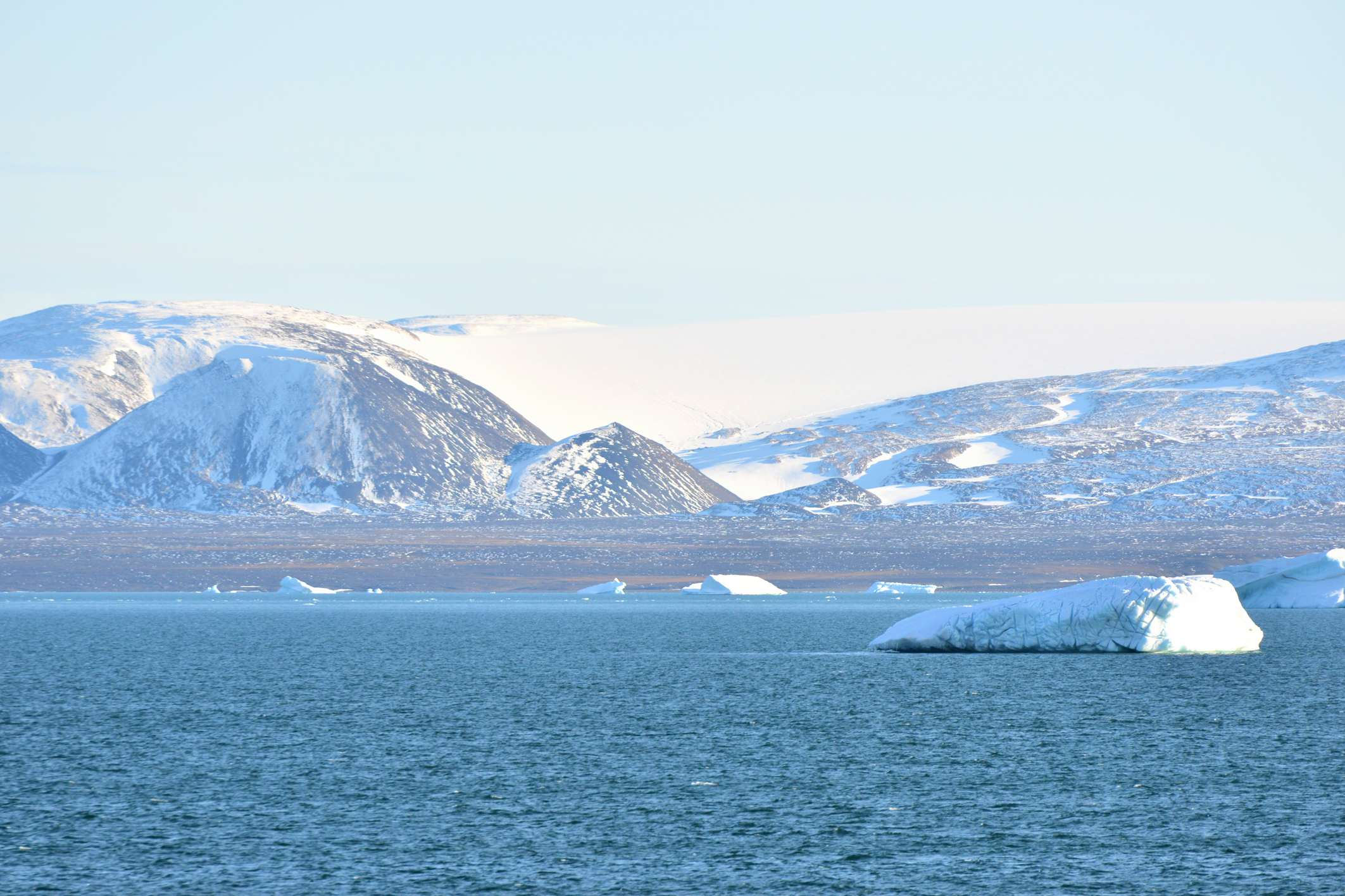
Jéghegyek a Mikojan-öbölben. Szevernaja Zemlja, Bolsevik-sziget

Közép-Szibéria részét alkotja a Szevernaja Zemlja (Északi-föld) hegyes szigetcsoportja, valamint a Kara- és a Laptyev-tenger érintkezésénél fekvő kisebb szigetek sora is.
Délen, délnyugaton az óriástájat két árok választja el környezetétől:
- a Szajáni-peremsüllyedék, melynek része a 250 km hosszú Kan-medence (tengelyében a Kan völgyével) és a keskeny, 380 km hosszú Irkutszki-medence
- a Bajkáli-peremsüllyedék; mögötte már a Bajkál vidéke kezdődik.

## Kialakulása, felépítése
Szerkezeti alapja az ősidőben keletkezett ún. Angara-ősföld (vagy Angara-masszívum). A kemény kristályos kőzetekből álló masszívum Szibériában ma két nagyobb területen bukkan felszínre: északkeleten (Anabar-masszívum) és délkeleten, az Aldantól délre (Aldan-pajzs; ez már Kelet-Szibéria). Legnagyobb része azonban több ezer méterrel Közép-Szibéria felszín alatt, óidei és zömmel középidei üledékek alatt rejtőzik.
Az óidőben az ősföldet hatalmas tenger vette körül, a tenger hol elborította, hol visszahúzódott és nagy mennyiségű üledéket hagyott hátra, melyből vastag mészkő és dolomitrétegek képződtek. A későbbi időszak tavas-mocsaras területein nagy kiterjedésű széntelepek alakultak ki. A variszkuszi hegységképződés idején a masszívum egyes részei lassú függőleges mozgást végeztek és megrepedeztek (miközben peremein a tengeri üledékekből magas hegységrendszerek gyűrődtek fel). A mély repedésekből később, már a perm és a triász időszakban magma tört fel, az ősföldet hatalmas méretű vulkánosság törte át és kemény lávatakaróval vonta be (trapp), a felszín alatt pedig ércesedéshez és többek között gyémánt kialakulásához vezetett.
A mai felszíni formák a harmadidőszak végén és a jégkorban is folytatódó egyenetlen emelkedő mozgások során (és a tenger visszahúzódásával párhuzamosan) alakultak ki. Az emelkedés következtében a vastag tengeri üledék folyamatosan lepusztult, de ahol a vízszintes rétegzettségű lávatakaró megmaradt, ott megvédte a felszínt a további lepusztulástól, fennsíkok alakultak ki. A folyók mélyen bevágódtak a felszínbe és új völgyhálózatot alakítottak ki, amit a folyóvölgyekben a teraszok nagy száma is tanúsít.
A korai jégkorszakban a felvidék egyes részei tovább emelkedtek, az Észak-szibériai-alföld pedig megsüllyedt és tenger alá került, a Birranga szigetté vált. A jégkor végén a tenger ismét visszahúzódott.
A jégkori eljegesedés Közép-Szibériában jelentékeny nyomokat hagyott, de területét nem egyformán érintette. Az északról, a Tajmir-félszigetről nyomuló jégtakaró határa délen a Köves-Tunguszka torkolatáig ért, de keleten sokkal északabbra húzódott és például az Észak-jakut-medencét nem is érintette. Az utolsó jégkorszak sokkal melegebb volt, ekkor a jégtakaró már az északi sarkkört is alig érte el. Az óriástáj déli területei pedig a jégtől korábban is érintetlenek maradtak.

## Éghajlata, örökfagy

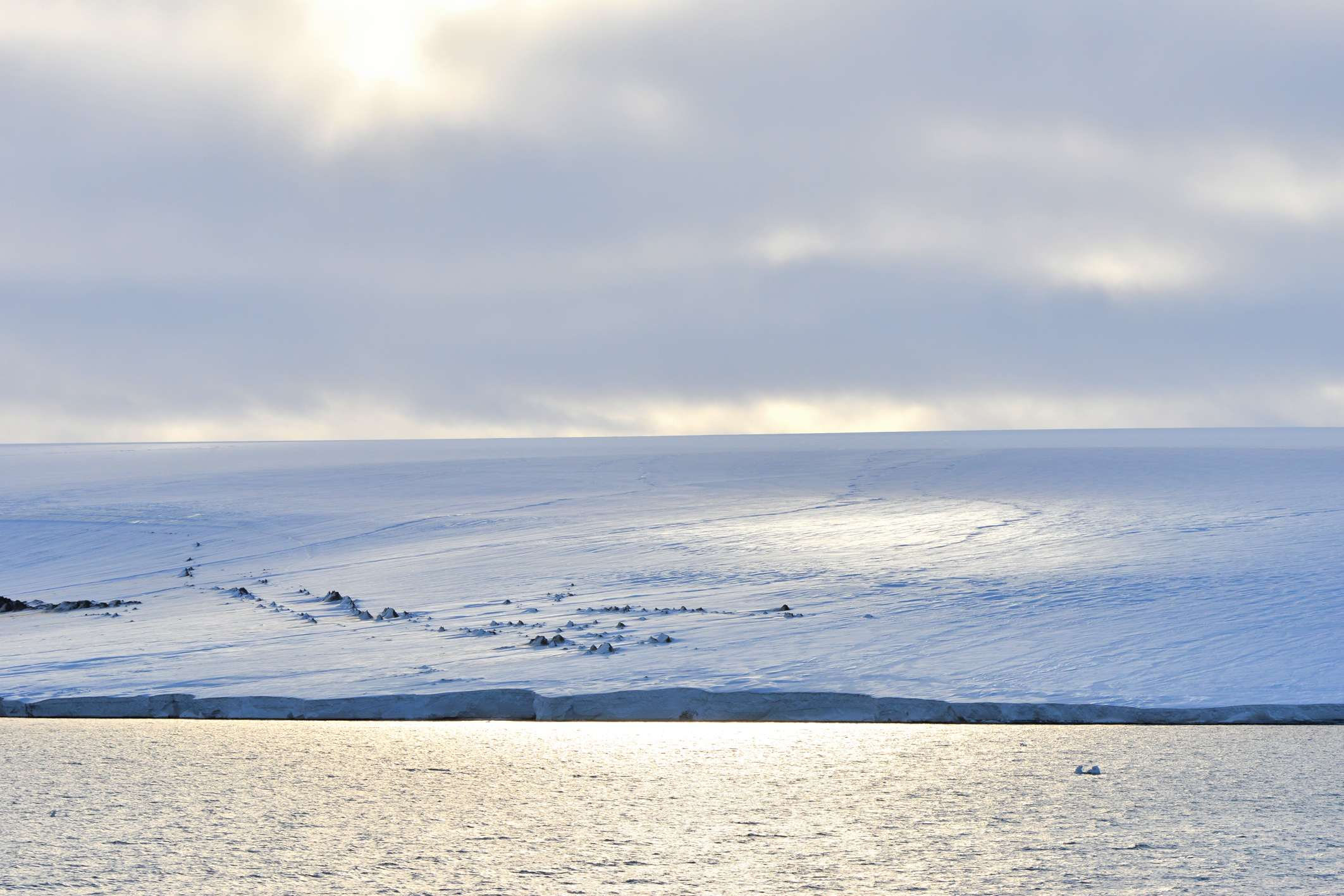
A Zsuravljov-öböl a Szevernaja Zemlja Komszomolec-szigeténél

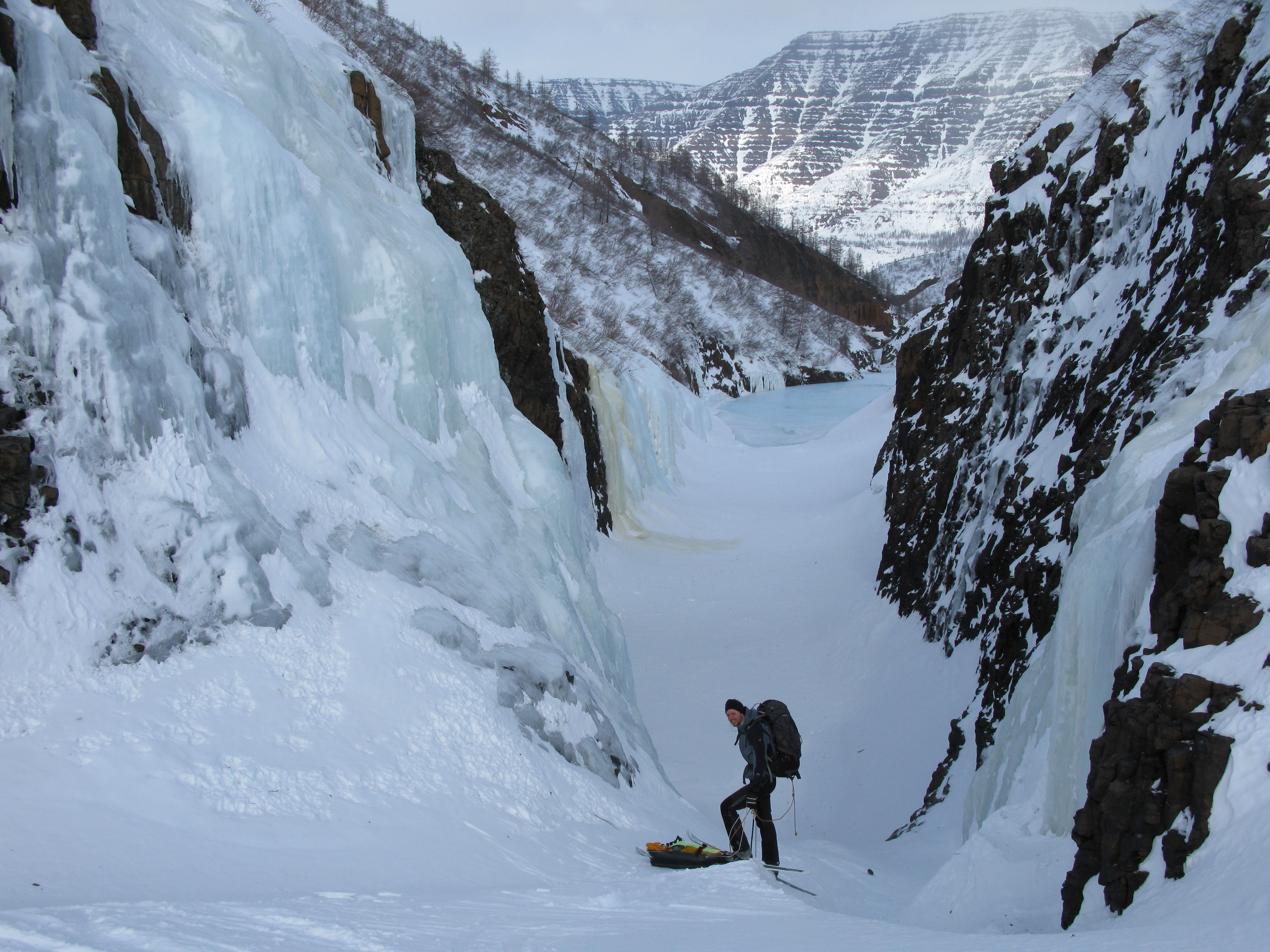
Putorana természetvédelmi terület

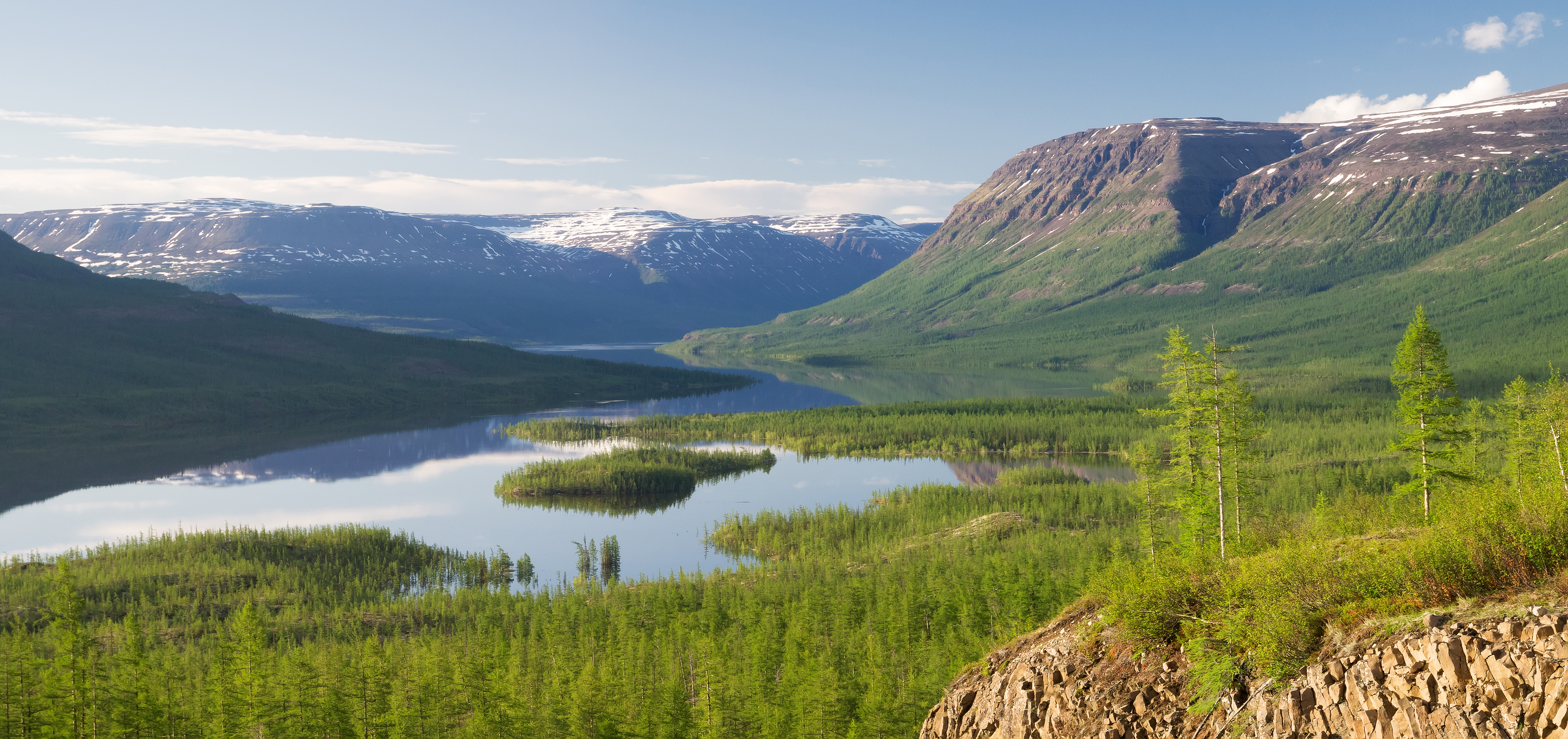
A Gyupkun-tó a Putorana-fennsíkon

Éghajlata szélsőségesen kontinentális: zord, hideg a tél, – délen, az Irkutszki területen jóval enyhébb, mint északon –, és általában kevés a csapadék. A kontinentalitás nyugatról kelet felé távolodva egyre nő: mind hidegebb a tél, és egyre kevesebb a csapadék. Az éghajlati jellemzők azonban az éghajlati övezetektől, a domborzattól és a tengerszint feletti magasságtól is függően nagyon különbözőek.
A sarkvidéki övezeteket egész évben a Jeges-tengerről érkező hideg légtömegek árasztják el, állandóan viharos szelek fújnak. A szigeteken és Tajmir északi partvidékén a nyári középhőmérséklet nem emelkedik fagypont fölé. A tundraövezetben a legmelegebb hónap, a július középhőmérséklete 4–10 °C, a Tajmir-félszigeten azonban néhol csak alig éri el a 4 °C-t; a tél zord és hosszú, 7-8 hónapig tart.
A januári középhőmérséklet a Közép-szibériai-fennsík nyugati részén –26-30 °C, északkeleti részén –41-43 °C. A júliusi középhőmérséklet a fennsík nagy részén 14-16 °C; a magasabban fekvő területeken ennél jóval kevesebb, a déli tájakon 18-19 °C. Keleten, a Viljuj alföldjén a januári középhőmérséklet –35-45 °C, a minimum –60-65 °C; forró nyarakon viszont előfordult maximum 38–41 °C is, ez kb. 100 fokos hőingást jelent.
A Jenyiszej menti nyugati sáv kapja a legtöbb csapadékot (évente 600 mm-nél többet), sőt a Putorana és a Sziverma magas platóin 1000 mm-nél is több csapadék, főként eső hull. Az Atlanti-óceán felől érkező nedves légtömegek hatása azonban nagyjából csak a Jenyiszej vonaláig tart; keletebbre már nem, vagy csak alig érzékelhető. Így a Közép-jakut-alföldre nyáron is kevés, a Viljuj torkolatvidékére éves átlagban alig 200 mm csapadék jut, télen viszonylag vékony a hótakaró. Ez is hozzájárul az ottani nagy hideghez és az állandóan fagyott altalaj fennmaradásához.

### Örökfagy
Az óriástáj területének legnagyobb részét az állandóan fagyott föld jellemzi. Átlagos vastagsága északon és a Közép-jakut-alföldön néhány száz méter. A Viljuj felső folyásánál észlelt legnagyobb vastagsága közel másfél kilométer volt.
Az örökfagynak a felszín formálásában is fontos szerepe van. Folyamatosan alakulnak a nyári olvadással és téli újrafagyással keletkező fagykarsztos – gyakran tévesen termokarsztosnak nevezett – mélyedések: a kisebb fagytöbrök vagy a néhány kilométer átmérőjű alaszok, melyek alját gyakran tó vagy láp tölti ki; illetve domború formák: a kisebb, rövid életű fagypúpok (oroszul bugurok); a nagyobb jéglencséket tartalmazó és magasabb jégdombok (oroszul bulgunyakok), stb.

## Vízhálózat

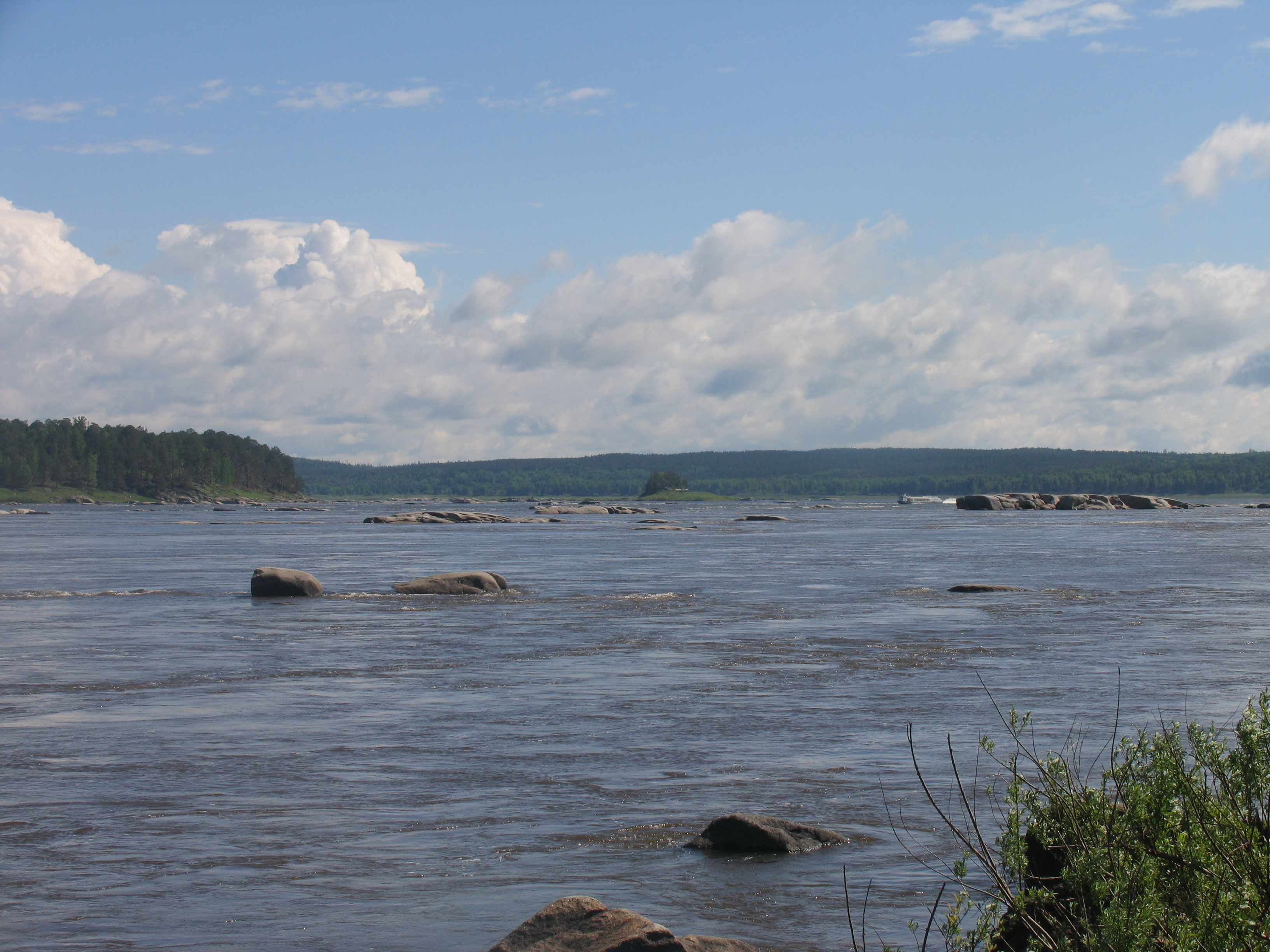
Zátonyok az Angarán, a torkolat közelében

Egész Közép-Szibéria a Jeges-tenger vízgyűjtő területének része. Folyóinak óriási többsége a két nagy folyam, a Jenyiszej és a Léna vízrendszeréhez tartozik, azok szállítják az óriási víztömeget a Kara-, illetve a Laptyev-tengerbe.
A Jenyiszej vízrendszerének legnagyobb – részben vagy teljes egészében közép-szibériai – folyói:
- Angara
  - Ilim
  - Taszejeva
    - Csuna
    - Birjusza
- Köves-Tunguszka
  - Csunya
- Alsó-Tunguszka
  - Kocse-Csum
- Kurejka
- Kan

A Léna vízrendszerének legnagyobb – részben vagy teljes egészében közép-szibériai – folyói:
- Viljuj (legnagyobb bal oldali folyója)
  - Igiatta
  - Márha
    - Morkoka

  - Tyukjan
  - Tyung
  - Csona (leghosszabb jobb oldali mellékfolyója)
- Nyuja
- Muna
- Lingye
- Aldan (legnagyobb jobb oldali mellékfolyója)
  - Amga

Egyéb folyók
Közvetlenül a tengerbe, tengeröblökbe torkolló további nagy közép-szibériai folyók:
- Pjaszina
- Anabar
- Olenyok
  - Arga-Szala
- Hatanga
  - Kotuj
    - Mojero

  - Heta
    - Majmecsa

Az óriástáj felszínét sok ezer kisebb tó borítja, legnagyobb részük az alföldeken, illetve az északi sarkkörön túl fekszik. Közülük legnagyobb a Tajmir-tó (4560 km²). Jóval nagyobb kiterjedésűek azok a mesterséges tavak, melyeket a vízművek víztározóiként az Angarán és a Viljujon alakítottak ki.
A Putorana-fennsíkon a folyók helyenként hosszúkás tóvá szélesednek vagy ilyenből erednek. Ezek a tektonikai repedésekben kialakult keskeny fjordos tavak a Putorana egyik nevezetességei. A Bajkált és a Tyeleckoje-tót leszámítva, itt találhatók Szibéria leghosszabb, legmélyebb állóvizei és legnagyobb édesvízkészletei:
- Nagy Hantaj-tó (80 km, legmélyebb pontja 420 m)
- Lama (82 km, max. 7 km széles, legmélyebb pontja legalább 300 m)
- Keta (94 km, legmélyebb pontja 180 m)

### Ásványi kincsei
Legértékesebbnek mondott ásványi kincse a gyémánt. Vulkáni eredetű tölcsér alakú kürtőkben fordul elő. A leghíresebb kimberlitkürtők, gyémántbányák Jakutföldön, a Viljuj medencéjében vannak (Mirnij környéke, Udacsnaja, Zarnyica, Jubilejnij, stb.). Átmosott arany (folyóvízi hordalékban) a Léna és az Aldan számos mellékvölgyében található.
A Putorana-fennsíktól északnyugatra fekvő Norilszk és környéke (Talnah) régóta nikkel- és rézérc lelőhelyeiről és az azokra épült színesfémkohászatáról híres. A nikkel-rézhez gyakran kobalt és platina is társul.
A Jenyiszej-hegyvonulatban, az Angara partján, 40 km-re a torkolattól külfejtéssel ólom- és cinkércet bányásznak (Gorevszkij lelőhely, Novoangarszk településnél, a Krasznojarszki határterület Motiginói járásában). A hegyvonulat más helyén aluminiumérc, nefelinszienit ismeretes. Szintén a Motiginói járásban, Razdolinszknál magnezit kitermelése folyik.
Az Ilim völgyének híres vasérc lelőhelyein kívül (Angara–Ilim vasérckörzet: Uszty-Ilimszk, Zseleznogorszk-Ilimszkij, Rudnogorszk) az Angara torkolatától északkeletre, Juzsno-Jenyiszejszkij környékén is gazdag vasérckészletek vannak.
A Köves-Tunguszka medencéjében számottevő mennyiségben foszforit fordul elő. Az Alsó-Tunguszka alsó, középső folyása mentén gazdag grafittelepek húzódnak (Noginszk környékén, de kitermelésük szünetel).
Oroszország szénvagyonának legnagyobb részét Közép-Szibéria földje, két szénmedencéje rejti. A két Tunguszka folyó vízgyűjtőjén található a Föld egyik legnagyobb kiterjedésű kőszénmedencéje (Tunguz-szénmedence, kb. 1 millió km²), nagyobb része az óidőben keletkezett. A Lénai-szénmedence (kb. 400 000 km²) szénvagyonának zöme a középidőből származik. Az északi Tajmir-félszigeten egy "kisebb" szénmedence ismeretes. Az óriástáj déli peremén, Kanszk–Acsinszk környékén középidei barnaszenet bányásznak; még mindig jelentősek, bár több helyen már kimerültek az Irkutszki-szénmedence többnyire külfejtésű szénbányái.
Közép-Szibéria szénhidrogénekben nem bővelkedik. A Viljuj–Léna medencében, a Viljuj torkolatvidékén (Uszty-Viljujszk) nagy földgázmező terül el, onnan biztosítják többek között Jakutszk ellátását. A vankori olajmező egy része nyugatról a Jenyiszej keleti oldalára is átterjed. Tura településtől 280 km-re délnyugatra 1982-ben tártak fel és 2009-ben kezdtek kitermelni egy jelentékeny gáz- és olajmezőt. Délen, az Irkutszki területen 1987-ben tárták fel a koviktai gázmezőt.
Ugyancsak délen jelentős mennyiségben kősó- és gipszkészletek találhatók.

## Növény- és állatvilága

### Növényzet
A legészakibb sarkvidéki övezeteket örökjégmezők (Északi-szigetek) és örökfagymezők (Tajmir-félsziget jelentős része) uralják. Ahol a rövid nyáron egyáltalán elolvad a hó, ott is csak a szélvédett helyeken élnek meg kezdetleges növények, zuzmók.
A tundraövezet, amelynek Közép-Szibériában nagyjából a 72° szélesség a déli határa, az északi területeken megszakítás nélkül húzódik nyugat–keleti irányban. A hosszú, fagyos tél elmúltával a talaj felszíne felenged, és mindent elborít a láp, de a tundra a Tajmir-félszigeten és keletebbre mégsem annyira nedves, mint Nyugat-Szibériában. Jellegzetes növényei a mohák és zuzmók, a délebbi tájakon megjelennek az apró cserjék, áfonya, csenevész törpenyír, törpefűz. A zuzmók egyes fajtáit a rénszarvasok kedvvel fogyasztják. Tovább dél felé az erdős-tundra képezi az átmenetet a tajga felé: ezt néhány méterre megnövő nyírek, füzek és az itt még alacsony daurfenyő szigetei, ritkás erdői jellemzik.
Közép-Szibéria területének nagy része a tajgaövezetben helyezkedik el. A tajgát általában több fenyőfaj alkotja, melyekhez gyakran nyírfa és nyárfa társul. Az örökzöld fenyőfajokból álló, sűrű lombú nyugat-szibériai sötét-tajgával szemben Közép- (és Kelet-) Szibériában az ún. világos-tajga az uralkodó.
Ez főként tűhullató vörösfenyőfélékből – a fagyott talajon és a lápokon egyaránt megélő dauriai vörösfenyőből és részint szibériai vörösfenyőből – áll. A ritkás lombon jól áthatoló napfény miatt gazdag aljnövényzete van. A tűlevelüket nem hullatók közül leginkább elterjedt az erdeifenyő, jellemző még a szibériai luc- és jegenyefenyő, a déli sávban pedig a szibériai cirbolyafenyő.

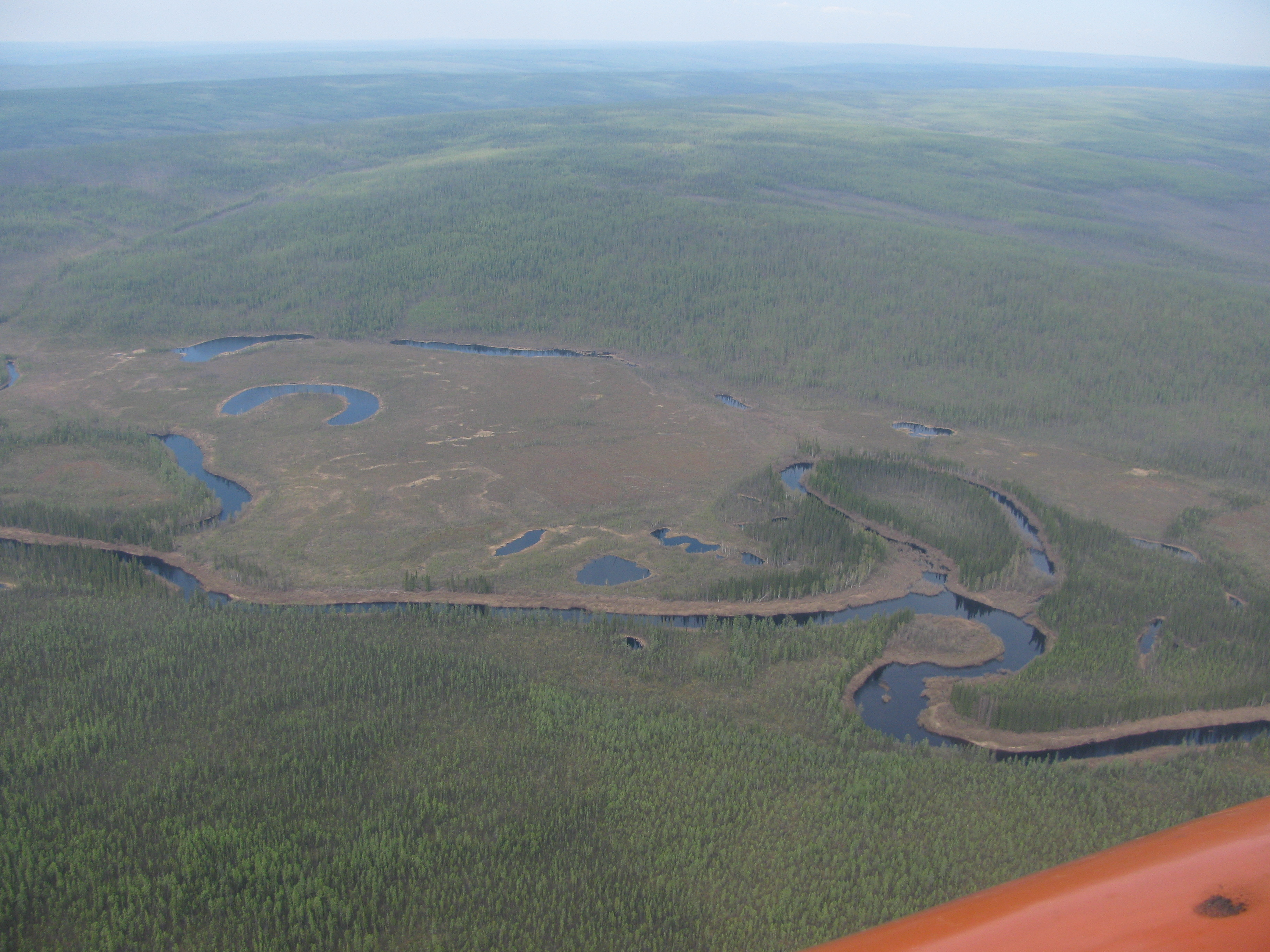
Tajga a Krasznojarszki határterület Evenki járásában

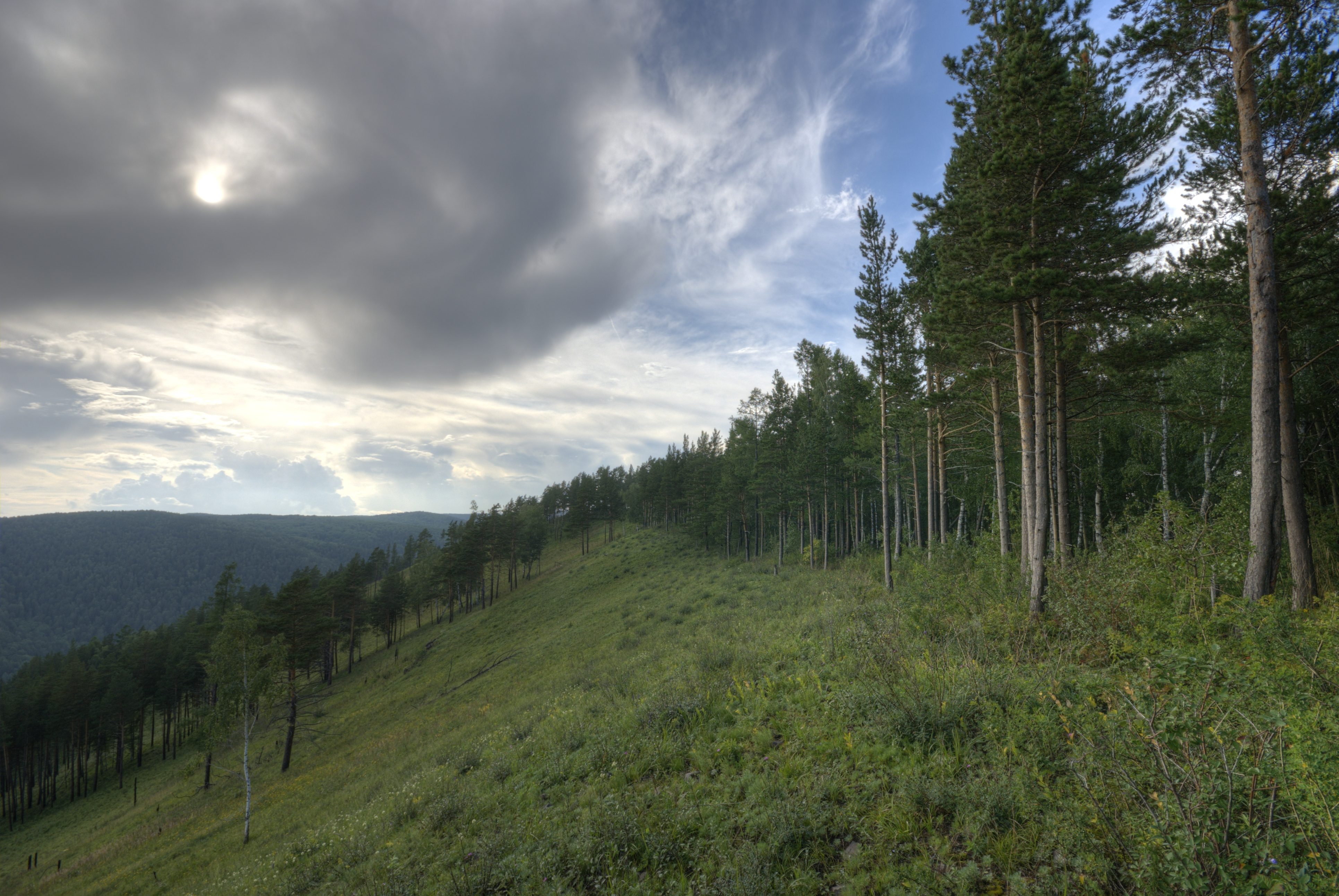
Tajga a Krasznojarszki határterület Jemeljanovói járásában

A közép-szibériai tajgaövezet az éghajlati jellemzők szerint három további alövre: északi, középső és déli tajgára osztható. Az északi tajga a Közép-szibériai-fennsík leghidegebb öve, ritka és alacsony daur vörösfenyves jellemzi. A Putoranán ez 450 m magasságig, az Anabar-fennsíkon 500–600 m-ig hatol fel, ennél magasabban ritkaerdők, majd a hegyi tundra különféle változatai találhatók (bokros-, mohás- és köves-tundra). A középső tajgát daur- és szibériai vörösfenyő alkotja, ezek luc-, jegyenye-, cirbolyafenyővel társulnak. A kesébé zord téllel és viszonylag meleg nyárral jellemezhető tájakat fedi: ilyen a Tunguz-, a Léna- és a Viljuj-felföld, az Amga völgye. A Jenyiszej-hegyvonulaton már átmegy a déli tajgába. A déli tajga erdei- és vörösfenyő együttese az Angara vidékén és a Léna–Angara-fennsíkon gyakori, nyugaton inkább az erdei-, keleten a vörösfenyő. A Jenyiszej-menti sávban és a délnyugati tájakon a sötét-tajga és a világos-tajga egyaránt jelen van.
A Közép-jakut-alföldön a középső tajga vörösfenyvesei mellett a homokon az erdős-sztyep, sőt a sztyepnövényzet foltjai is előfordulnak (árvalányhaj, csenkesz, stb.), a nedvesebb helyeket síkláp, mocsár borítja. Ahogy északon az erdős-tundra, úgy délen a foltokban mind sűrűbben jelentkező erdős-sztyep képviseli az átmenetet a szárazabb övezetek felé, de Közép-Szibéria területén sztyepövezettel nem találkozunk. A vegyeserdők övezete (mint egységes övezet) Közép-Szibériában hiányzik.

### Állatvilág
A tundrán télen is megélő emlős a lemming, madarai a hófajd és a hóbagoly. A jó idő beköszöntével megjelennek a récék, ludak, szalonkák, az emlősök közül a sarki rókák, a rénszarvascsordák, valamint hatalmas tömegben a szúnyogok.
A tajga állatvilága gazdag és változatos, jellemzői a prémes állatok. A Középszibériai Természetvédelmi Területet (biorezervátum) a Közép-szibériai-fennsík nyugati peremén, a Jenyiszej mentén, a Köves-Tunguszka torkolatvidékétől északra alakították ki, kb. 1 millió hektáron. Erdészeti rezervátum az ún. jenyiszeji tajgában (középső tajga). Területén 45 "tipikusan tajgai" emlősfajt, 274 madárfajt, 35 halfajt, 700 rovarfajt, stb. tartanak nyilván.
A 274 madárfaj között vannak lúdalakúak (28 faj), lilék (36 faj), verébfélék (120 faj), nappali ragadozómadarak (15 faj), stb. A ragadozók és nagyobb emlősök között szerepel: farkas (ritka), sarki róka, rókafélék, menyétfélék (köztük a coboly), hermelin, rozsomák, borz, hiúz (nagyon ritka), barna medve, jávorszarvas, tajgai rénszarvas, szibériai csíkosmókus.
A Tunguszkai Természetvédelmi Terület a Közép-szibériai-fennsík központi részén, egy alacsony platón helyezkedik el, ahol 1908-ban történt a tunguszkai esemény. Tájékoztatójuk majdnem ugyanezt a néhány emlőst (ragadozót) említi kiemelten, kiegészítve még a szibériai pézsmaszarvassal. A madarak közül általánosan elterjedt (sok egyéb mellett) a siketfajd, a nyírfajd, a császármadár. Ritka, védett fajok: a réti- és a halászsas, a vándorsólyom, a fekete gólya.